# Clavatula gabonensis
Clavatula gabonensis é uma espécie de gastrópodes do gênero Clavatula, pertencente a família Clavatulidae.